# SLC25A10
SLC25A10 (англ. Solute carrier family 25 member 10) – білок, який кодується однойменним геном, розташованим у людей на короткому плечі 17-ї хромосоми. Довжина поліпептидного ланцюга білка становить 287 амінокислот, а молекулярна маса — 31 282.
| 10         |  | 20         |  | 30         |  | 40         |  | 50         |
| ---------- |  | ---------- |  | ---------- |  | ---------- |  | ---------- |
| MAAEARVSRW |  | YFGGLASCGA |  | ACCTHPLDLL |  | KVHLQTQQEV |  | KLRMTGMALR |
| VVRTDGILAL |  | YSGLSASLCR |  | QMTYSLTRFA |  | IYETVRDRVA |  | KGSQGPLPFH |
| EKVLLGSVSG |  | LAGGFVGTPA |  | DLVNVRMQND |  | VKLPQGQRRN |  | YAHALDGLYR |
| VAREEGLRRL |  | FSGATMASSR |  | GALVTVGQLS |  | CYDQAKQLVL |  | STGYLSDNIF |
| THFVASFIAG |  | GCATFLCQPL |  | DVLKTRLMNS |  | KGEYQGVFHC |  | AVETAKLGPL |
| AFYKGLVPAG |  | IRLIPHTVLT |  | FVFLEQLRKN |  | FGIKVPS    |  |            |

A: Аланін

C: Цистеїн

D: Аспарагінова кислота

E: Глутамінова кислота

F: Фенілаланін

G: Гліцин

H: Гістидин

I: Ізолейцин

K: Лізин

L: Лейцин

M: Метіонін

N: Аспарагін

P: Пролін

Q: Глутамін

R: Аргінін

S: Серин

T: Треонін

V: Валін

W: Триптофан

Задіяний у таких біологічних процесах, як транспорт, альтернативний сплайсинг. 
Локалізований у мембрані, мітохондрії, внутрішній мембрані мітохондрії.